# Nitram
Nitram – australijski dreszczowiec z 2021 roku w reżyserii Justina Kurzela. W tytułowej roli wystąpił Caleb Landry Jones. Film miał premierę 16 lipca 2021 roku na 74. MFF w Cannes.

## Fabuła
Historia Martina Bryanta, złośliwie nazywanego "Nitramem", który w 1996 roku zastrzelił 35 osób w ośrodku wakacyjnym w Tasmanii, co przeszło do historii jako największa masakra w dziejach Australii. Film ukazuje codzienność Martina i okoliczności, jakie doprowadziły go do pogłębienia jego niestabilnego stanu psychicznego.

## Obsada
- Caleb Landry Jones jako Nitram
- Judy Davis jako mama
- Anthony LaPaglia jako tata
- Essie Davis jako Helen
- Sean Keenan jako Jamie
- Phoebe Taylor jako Riley[1]

## Produkcja
Zdjęcia do filmu nakręcono w Geelong oraz Point Cook w stanie Wiktoria w Australii.

## Odbiór

### Reakcja krytyków
Film spotkał się z pozytywną reakcją krytyków. W agregatorze recenzji Rotten Tomatoes 93% z 118 recenzji uznano za pozytywne, a średnia ocen wyniosła 7,9 na 10. Z kolei w agregatorze Metacritic średnia ważona ocen z 26 recenzji wyniosła 81 punktów na 100.

## Nagrody i nominacje
| Nagroda                   | Kategoria                                                                    | Wynik     |
| ------------------------- | ---------------------------------------------------------------------------- | --------- |
| Festiwal Filmowy w Cannes | Najlepszy aktor (Caleb Landry Jones)                                         | wygrana   |
| Festiwal Filmowy w Cannes | Udział w konkursie głównym (Justin Kurzel)                                   | nominacja |
| AACTA                     | Najlepszy film (Justin Kurzel, Nick Batzias, Shaun Grant, Virginia Whitwell) | wygrana   |
| AACTA                     | Najlepsza aktorka (Judy Davis)                                               | wygrana   |
| AACTA                     | Najlepszy aktor (Caleb Landry Jones)                                         | wygrana   |
| AACTA                     | Najlepszy reżyser (Justin Kurzel)                                            | wygrana   |
| AACTA                     | Najlepsza aktorka drugoplanowa (Essie Davis)                                 | wygrana   |
| AACTA                     | Najlepszy aktor drugoplanowy (Anthony LaPaglia)                              | wygrana   |
| AACTA                     | Najlepszy montaż (Nick Fenton)                                               | wygrana   |
| AACTA                     | Najlepszy scenariusz oryginalny (Shaun Grant)                                | wygrana   |
| AACTA                     | Najlepsza muzyka oryginalna (Jed Kurzel)                                     | nominacja |
| AACTA                     | Najlepsza scenografia (Alice Babidge)                                        | nominacja |
| AACTA                     | Najlepsze fryzury i charakteryzacja                                          | nominacja |
| AACTA                     | Najlepsze kostiumy (Alice Babidge)                                           | nominacja |
| AACTA                     | Najlepsze zdjęcia (Germain McMicking)                                        | nominacja |
| AACTA                     | Najlepszy dobór obsady                                                       | nominacja |
| AACTA                     | Najlepszy dźwięk (Dean Ryan, James Ashton, Steve Single)                     | nominacja |
| Międzynarodowe AACTA      | Najlepszy film zagraniczny                                                   | nominacja |
| Międzynarodowe AACTA      | Najlepszy aktor zagraniczny (Caleb Landry Jones)                             | nominacja |
| Międzynarodowe AACTA      | Najlepszy reżyser zagraniczny (Justin Kurzel)                                | nominacja |
| Międzynarodowe AACTA      | Najlepszy scenariusz zagraniczny (Shaun Grant)                               | nominacja |